# Kaliumhydrogensulfid
Kaliumhydrogensulfid ist eine anorganische chemische Verbindung des Kaliums aus der Gruppe der Hydrogensulfide.

## Gewinnung und Darstellung
Kaliumhydrogensulfid kann durch Reaktion von Kaliumamid mit Schwefelwasserstoff in Ammoniak als Lösungsmittel gewonnen werden.
Es kann auch durch Sättigung einer Kaliumhydroxid-Lösung mit Schwefelwasserstoff gewonnen werden.
{\displaystyle \mathrm {KOH+H_{2}S\longrightarrow KHS+H_{2}O} }

## Eigenschaften
Kaliumhydrogensulfid ist ein farbloser stark hygroskopischer zerfließlicher Feststoff, der leicht löslich in Wasser ist. Er wird an Luft schnell gelb unter Bildung von Polysulfiden und Schwefelwasserstoff. Er tritt normalerweise als Hemihydrat auf, das bei 175–200 °C sein Kristallwasser abspaltet. Beim Schmelzen bildet er eine dunkelrote Flüssigkeit.

## Verwendung
Kaliumhydrogensulfid wird in der organischen Chemie zur Herstellung von Thiolen verwendet.